# 貧乏物語 (河上肇)
貧乏物語（びんぼうものがたり）は、日本の河上肇による評論である。

## 概要
資本主義による産業化の中で水面下で問題となり第一次世界大戦をきっかけに日本で社会問題化となった「貧困」の背景と問題点を取り上げたものである。具体的には、「働けど働けどわが暮らし楽にならず、じっと手を見る」という石川啄木が述べた表現を引用しワーキングプアの問題を取り上げるなど、「格差社会」を「貧乏（貧困）」側から取り上げなぜ貧困者が多く存在しているのか、いかにして貧乏をなくすかを、イギリスの貧困調査の見解など内外の所見や現状を踏まえて考えている。その結論として「貧乏をなくすには金持ちが奢侈（しゃし）をやめることで、富裕層と貧乏人の格差をなくすこと」が貧乏退治の第一策であると述べた。1916年（大正5年）9月11日から同年12月26日まで大阪朝日新聞に連載。社会に大きな衝撃を与え、
翌1917年（大正6年）3月1日に弘文堂書房より出版されベストセラーとなり増刷を重ね、2年後の1919年（大正8年）5月には30版に達した。この評論のヒットは、日本の思想界にも多大な影響を与えた。
なお、後に、この思想（人間のための経済発展（経済学））を理論化するために資本論などのマルクス経済学を学んでいき、それをもとに社会改造を世に訴えることとなる。
第二次世界大戦後の1947年に岩波書店の岩波文庫から出版。2008年に新日本出版社から出版された。

## 書誌情報
- （弘文堂書房、1917年）
- （岩波文庫、1947年、1965年改版、大内兵衛解題） ISBN 4-00-331321-6
- （新日本出版社、2008年、林直道解説） ISBN 978-4-406-05220-7

## 関連書籍
- 塩田庄兵衛 編『河上肇『貧乏物語』の世界』（法律文化社、1983年） ISBN 4-589-01061-5